# René Raybaud
Pour les articles homonymes, voir Raybaud.
René Raybaud est un lexicographe, écrivain et poète français d'expression provençale.

## Biographie
Né le 27 mai 1934 à Vidauban, René Raybaud est le fils d'un ouvrier agricole.
Il devient paysan dès ses quatorze ans. C'est dans le cadre de ce métier qu'il apprend à pratiquer le provençal. En 1942 il s'établit à Seillons, où il devient viticulteur.
Il intègre la SACEM après la mise en musique de ses poèmes par Yves Rebufat. Il préside un temps l'école félibréenne La Madalenenco à Saint-Maximin-la-Sainte-Baume. Il est élu majoral du Félibrige en 2007, succédant à René Jonnekin à la tête de la cigale de la Camargue,. Il appartient aussi au Conseil de l'écrit mistralien.
Il collabore à Li Nouvello de Prouvènço, Prouvènço d'aro, Lou Terraire, La Clau, L'Armana prouvençau, L'Armana di felibre, et Lou Semanié prouvençau.
La bibliothèque de Seillons porte son nom.

### Vie personnelle
Marié à Rosie Raybaud (d) en 1960, il a trois filles.

## Production littéraire
C'est à quarante ans qu'il commence à écrire.
Auteur d'une œuvre poétique en plusieurs volumes, il y évoque principalement la nature et la terre, comme dans Li Tres Glòri mieterrano en 1999, recueil en rimes platesF consacré au blé, à la vigne et à l'olivier, et qui est comparé par Yvon Gaignebet (d) à La Légende des siècles ; ou Li Tres Sorre prouvençalo (2005), qui évoque les abbayes de Sénanque, Silvacane, et du Thoronet, où il use également du français, de l'espagnol et de l'italien.
Il est lauréat des grands jeux floraux du Félibrige en 1990, 1997 et 2004, du prix Joseph-Salvat en 2000, ainsi que de l'Académie des jeux floraux en 2015. Il est aussi maître ès jeux de l'Académie provençale.
Il a aussi donné un roman avec Lou Bastoun de glòri en 1991.

## Ouvrages
- Quatre pouèmo, Seillon, chez l'auteur, 1983.
- Vendemiado (préf. André Degioanni), Le Livre d'art, 1986.
- Lou Bastoun de glòri, Parlaren Avignoun, 1991.
- Li Tres Glòri mieterrano,

Entrecasteaux, Parlaren Var, 1999 (SUDOC 178438170) (lire en ligne).
- La Roso de tóuti li vènt prouvençau (préf. Jeanne Blacas, ill. Jean-Jacques Beaujon (d)), Plan-d'Aups, Découverte Sainte-Baume, 2002  (ISBN 2-9504008-9-2) (lire en ligne).
- Avec Robert Latil et Roger Rey, Garbeto de trobo, La Seyne-sur-Mer, Parlaren Var, 2004  (ISBN 2-9512271-2-4).
- Lou Trioulet di vendemiaire, Gueguen, 2004.
- Li Tres Sorre prouvençalo (ill. Anders Johnson (d)), Nans-les-Pins, Mouvamen prouvençau, 2005  (ISBN 2-9524829-0-X).
- Lou Coudounié, chez l'auteur, 2009 (SUDOC 140323465).
- Laus de Reinié Jonnekin, Aix-en-Provence, Félibrige, 2009 (lire en ligne).
- À la glòri de l'amelié, Toulon, Les Presses du Midi, 2011  (ISBN 978-2-8127-0217-4).
- Ramelado, t. I, Cogolin, Cogobur, 2013  (ISBN 979-10-91251-09-9) ; t. II, ibid., 2014  (ISBN 979-10-91251-16-7).
- Li Flour dóu pouèto, chez l'auteur, 2015 (SUDOC 189676590).
- Lis Aucèu dóu pouèto, ibid., 2015.
- Li Bestiouleto dóu pouèto, ibid., 2015 (SUDOC 193254026).
- Li Souco en farandoulo, ibid., 2016 (SUDOC 22853285X).
- Lis Isclo de Lerin (ill. Angélique Marçais (d)), ibid., 2018 (SUDOC 240464915).
- L'Avalancado di barbare (préf. Pierre Fabre), Nyons, Culture et langue d'oc, 2024  (ISBN 978-2-491751-08-1).
- Avec Gilles Désécot, L'art de la terro, t. I, chez l'auteur, 2021  (ISBN 978-2-9577426-0-8).